# Tarporley
Tarporley är en ort och civil parish i Storbritannien.   Den ligger i kommunen Cheshire West and Chester i riksdelen England, i den södra delen av landet, 250 km nordväst om huvudstaden London. Tarporley ligger 98 meter över havet och antalet invånare är 2 693.
Terrängen runt Tarporley är huvudsakligen platt. Tarporley ligger uppe på en höjd som går i nord-sydlig riktning. Runt Tarporley är det tätbefolkat, med 286 invånare per kvadratkilometer. Närmaste större samhälle är Winsford, 10,5 km öster om Tarporley. Trakten runt Tarporley består i huvudsak av gräsmarker.